# Kuusinen, Fredrikshamn
Kuusinen är en ö i Finland. Den ligger i Finska viken och i kommunen Fredrikshamn i den ekonomiska regionen  Kotka-Fredrikshamn i landskapet Kymmenedalen, i den södra delen av landet. Ön ligger omkring 21 kilometer öster om Kotka och omkring 140 kilometer öster om Helsingfors.
Öns area är 20,8 hektar och dess största längd är 0,8 kilometer i nord-sydlig riktning.